# Kurt Rahmig
Kurt Rahmig (* 6. Mai 1938 in Bitterfeld; † 22. Juni 2020) war ein deutscher Politiker der SPD und von der 2. Wahlperiode 1994 bis zur Landtagswahl 2002 Mitglied im Landtag von Sachsen-Anhalt.

## Leben und Beruf
Rahmig machte nach seinem Schulabschluss von 1952 bis 1955 eine Lehre als Feinmechaniker bei ORWO. 1959 erhielt er einen Abschluss als Ingenieur für Werkzeugmaschinenbau in Karl-Marx-Stadt. Anschließend war er bis 1963 als Technologe im Druckmaschinenwerk Leipzig tätig. Nach dem Wehrdienst (1963 bis 1965) arbeitete er bis 1977 als Konstrukteur und später als Abteilungsleiter der Betriebsmittelkonstruktion und Betriebsmittelfertigung im Chemie- und Kraftwerksanlagenbau Bitterfeld. Von 1977 bis 1982 war er als Wissenschaftlicher Mitarbeiter für Forschung und Entwicklung im Montagewerk Leipzig beschäftigt, bevor er anschließend bis 1991 als Abteilungsleiter im Chemieanlagenbaukombinat Leipzig/Grimma (Betriebsteil Bitterfeld) tätig war. Bis zu seiner Wahl in den Landtag war er Abteilungsleiter in den Stadtwerken Wolfen.
Nach dem Ausscheiden aus dem Landtag wurde Kurt Rahmig Geschäftsführer der Technologie-Interessengemeinschaft Bitterfeld-Wolfen e.V.
Rahmig war verheiratet und hatte ein Kind.

## Partei
Im Juni 1990 trat Rahmig in die SPD ein. Er war lange Jahre Vorsitzender des SPD-Ortsvereins Wolfen.

## Abgeordneter
Rahmig war von 1990 bis 2004 Mitglied der Stadtverordnetenversammlung (ab 1994 Stadtrat) von Wolfen.
Er vertrat im Landtag den Wahlkreis Wolfen und trat 2002 nicht erneut an. Rahmig war Mitglied im Ausschuss für Wirtschaft und Technologie.

## Quelle
- Landtag von Sachsen-Anhalt 3. Wahlperiode 1998-2002. Neue Darmstädter Verlagsanstalt.